# 雪の練習生
『雪の練習生』（ゆきのれんしゅうせい）は、日本の小説家多和田葉子による小説である。
『新潮』2010年10月号から同年12月号までに連載された。単行本は、2011年1月31日に新潮社より刊行された。2011年、野間文化財団が主催する第64回野間文芸賞を受賞する。文庫版は、2013年12月1日に新潮文庫より刊行された。本作は、「クヌート」という実在したホッキョクグマを題材としている。著者の多和田は、日本語で本作を執筆した後、自分自身でドイツ語に翻訳している。
書評家の豊崎由美は、「人に育てられたクマの内面の声を、作者の多和田さんは『シロクマ語がわかるんじゃないか』というくらいリアルかつ慎重に代弁しています」「ケモノバカも小説好きも共に満足できる多様な面白さを備えた、これはシロクマ三代の傑作クロニクルなのです」と評価している。

## あらすじ
ホッキョクグマの〈わたし〉は、サーカスの花形として活躍していたが、あるとき、膝を痛めたために、事務の仕事をするようになり、やがて、家で自伝を書くようになる。そして、どうしても自伝を誰かに読んでもらいたくなり、モスクワにある出版社で文芸誌の編集長を務めているオットセイに読んでもらう。〈わたし〉は、二卵性双生児の男の子と女の子を出産し、女の子にはトスカという名前を付ける。トスカは、ベルリン動物園でラルスと恋に落ち、男の子を出産し、クヌートと名付ける。

## 登場する主な動物
〈わたし〉
ホッキョクグマ。
トスカ
〈わたし〉の娘。
クヌート
トスカの息子。